# FSR
Fabryka Samochodów Rolniczych (FSR) (рус. Завод Сельскохозяйственных Машин) — бывшая польская компания, существовавшая до января 1996 года, и производившая лёгкие коммерческие автомобили и внедорожники. Была расположена в Познани.

## История

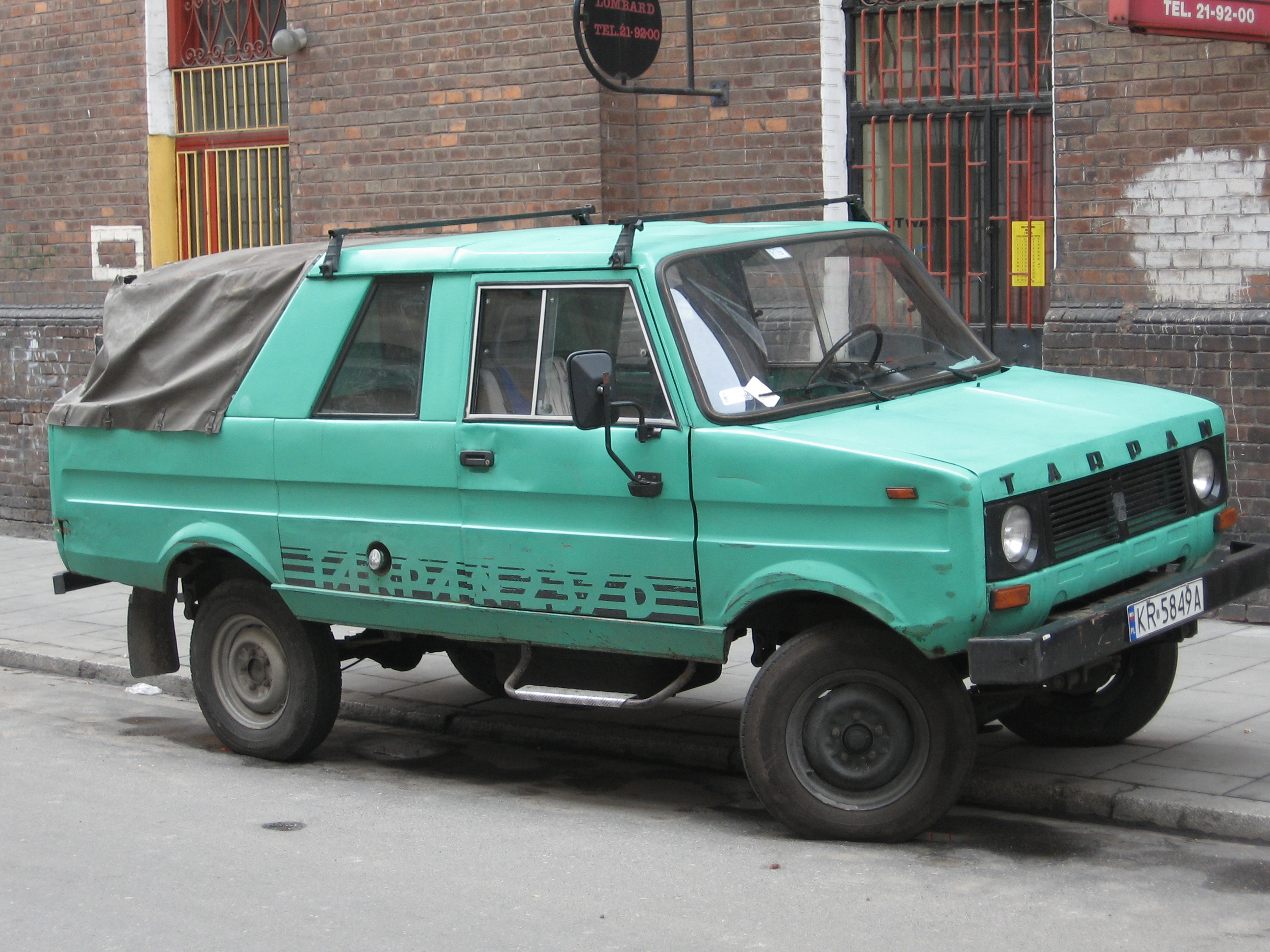
Tarpan 237D

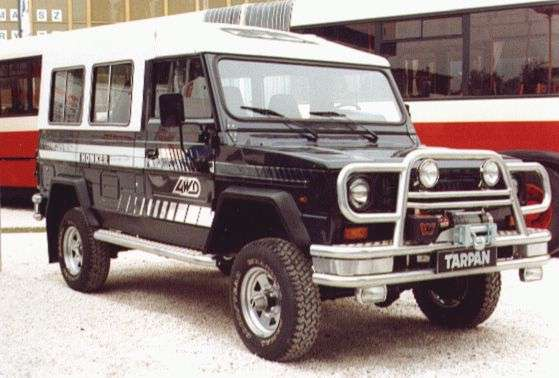
Tarpan Honker 4WD

В начале 1970-х годов была начата работа над фургоном для фермеров. В декабре 1972 года ворота завода WZNS покинула первая серия из 25 автомобилей под названием Tarpan. В апреле 1973 года WZNS были присоединены к Заводу Грузовых Автомобилей в Люблине, в качестве Завода Сельскохозяйственных Машин. Ремонт автомобилей большой грузоподъемности был перенесен в другие специализированные учреждения. Начаты работы по переоборудованию, необходимые для нового производства, заключающиеся, в частности, в увеличении цеха и подготовке линии сварки кузовов.
В ходе эксплуатации прототипов и первых серийных машин, появилась необходимость введения ряда изменений в конструкции автомобиля Тарпан. В результате первой модернизации немного изменился внешний вид и интерьер автомобиля.
В 1973 году было выпущено 250 единиц Тарпанов, а год спустя 1582 единиц. На автомобиле устанавливались двигатели типа M20 и S-21 (мощностью 51,5 кВт). В 1975 году было произведено 2760 Тарпанов, год спустя 3941. Модернизацией автомобиля занималось бюро конструкторских работ..
С 1 июля 1975 года «Завод Сельскохозяйственных Машин» был преобразован в Завод Сельскохозяйственных Машин «Polmo». Было принято решение о расширении завода и включении в его состав несколько предприятий, являющихся до сих пор основными кооперативами FSR, в частности, в городах Гнезно, в Сважендз и Злотув. FSR выпускала автомобили Tarpan до 1995 года, а также с 1988 по 1996 года и автомобили Tarpan Honker. С ноября 1993 года предприятие работало под названием Tarpan Sp. z o.o.
В 1993 году на территориях FSR создано совместное предприятие под названием Volkswagen Poznań между Volkswagen AG и польским производителем Tarpana, которое выпускало с декабря 1993 года коммерческие автомобили Volkswagen Transporter, а с 1994 года и автомобили Škoda Favorit и Škoda Felicia. В 1996 году предприятие было ликвидировано, а компания перешла на 100 % в состав концерна Volkswagen AG.
Производство модели Tarpan постепенно уменьшалось, с уровня примерно 600 автомобилей в начале 1990-х годов (1990—589 ед., 1991—610 ед.), до около 300 единиц в середине 1990-х годов (1994—314 ед., 1995—288 ед.). После прекращения выпуска в начале 1996 года, права на производство моделей Tarpan Honker приобрела компания Daewoo Motor Polska Sp. z o.o., которая осенью 1997 года начала их выпуск в Люблине.

## Модели FSO
- FSR Tarpan (1973—1995)
- Tarpan Honker (1988—1996, затем выпускался с 1996 года компанией DMP)